# John Schaum
John William (Walter) Schaum (Milwaukee (Wisconsin), 27 januari 1905 – Milwaukee, 19 juli 1988) was een Amerikaans componist en muziekpedagoog. 

## Levensloop
Schaum studeerde aan de Milwaukee State Teachers College van de Marquette University - The Catholic Jesuit University in Milwaukee en behaalde aldaar in 1931 zijn Bachelor of Music. Aansluitend studeerde hij aan de Northwestern-universiteit in Evanston (Illinois) en behaalde zijn Master of Music in 1934.
In zijn geboortestad richtte hij met veel succes een piano-school op en publiceerde vele piano methodes. Hij was ook aan verschillende openbare scholen als muziekleraar werkzaam. 

## Composities

### Werken voor harmonieorkest
- Mountain Concerto, voor piano en harmonieorkest

### Werken voor piano
- Duet Album

### Pedagogische werken
- The Schaum Piano Course (9 vol.)
- The Schaum Adult Piano Course (3 vol.)
- The Schaum Duet Albums (2 vol.)
- The Schaum Theory Lessons (2 vol.)
- The Schaum Note Spellers (2 vol.)